# Le Loreur
Le Loreur är en kommun i departementet Manche i regionen Normandie i norra Frankrike. Kommunen ligger i kantonen Bréhal som tillhör arrondissementet Coutances. År 2022 hade Le Loreur 262 invånare.

## Befolkningsutveckling
Antalet invånare i kommunen Le Loreur
| Referens: INSEE |